# Emilia-serien
Emilia-serien är en serie barnböcker av Anna Dunér som berättar om den lilla flickan Emilia. Primär målgrupp är två- till femåringar, men flera av dem uppskattas även av äldre. 
Sammanlagt består serien av 14 sinsemellan ganska olika delar som hålls ihop av ett gemensamt persongalleri - förutom Emilia själv framför allt hennes föräldrar, lillasyster Teresia och morfar. "Emilias båt" och "Emilia och klädträdet" är ytterst fantasifulla, "Emilias hos doktorn" och "Emilia i simhallen" strikt realistiska, medan till exempel "Emilia tittar på natten" når rent poetiska dimensioner.
Serien har nått stor popularitet och flera år placerat Anna Dunér på listan över de 100 mest utlånade författarna på svenska bibliotek.
Illustrationerna är gjorda av den danska konstnären Kirsten Raagaard. I Sverige ges de ut på BonnierCarlsens förlag. Delar av serien finns översatt till danska, norska, finska, flamländska/holländska och franska.
Den sista boken om Emilia kom ut våren 2006 och heter Emilia på gymnastik. Originalutgåvorna finns inte längre i handeln, men några titlar finns i Pixi och andra billighetsutgåvor. Bonnier Carlsen verkar för tillfället inte ha några planer på att ge ut serien på nytt, trots dess stora popularitet. Dunér har även skrivit en spinoffserie om Emilias lillasyster Theresia, men den publiceras endast i dansk översättning i Danmark.

## Lista
- Emilias kalas (1994)
- Emilias båt (1994)
- Emilia tittar på natten (1995)
- Emilia och morfar (1995)
- Emilia och rutschkanan (1997)
- Emilia i simhallen (1997)
- Emilias present (1999)
- Emilia och klädträdet (1999)
- Emilia hos dagmamman (1999)
- Emilia hos doktorn (1999)
- Emilia på bondgården (2003)
- Emilias jul (2004)
- Emilias fyrverkeri (2005)
- Emilia på gymnastik (2006)

### Fotnoter
1. ↑  ”Stora frågor för små läsare” (på svenska). Dagen. 20 september 2002. Arkiverad från originalet den 23 oktober 2017. https://web.archive.org/web/20171023013934/http://www.dagen.se/bilagor/stora-fragor-for-sma-lasare-1.259415. Läst 22 oktober 2017.